# 儒林街道
儒林街道是中国北京市延庆区下辖的一个街道。

## 行政区划
儒林街道下辖7个居委会：康安社区居委会、永安社区居委会、温泉南区东里社区居委会、温泉南区西里社区居委会、胜芳园社区居委会、儒林苑社区居委会、温泉馨苑社区居委会。